# Theomolpus badius
Theomolpus badius är en insektsart som beskrevs av Bolívar, I. 1918. Theomolpus badius ingår i släktet Theomolpus och familjen gräshoppor. Inga underarter finns listade i Catalogue of Life.